# Hyphydrus ceramensis
Hyphydrus ceramensis är en skalbaggsart som beskrevs av Wewalka och Olof Biström 1993. Hyphydrus ceramensis ingår i släktet Hyphydrus och familjen dykare. Inga underarter finns listade i Catalogue of Life.